# Jorge Federico de Waldeck-Eisenberg
El Príncipe Jorge Federico de Waldeck (en alemán: Georg Friedrich von Waldeck; Arolsen, 31 de enero de 1620 - ibíd., 19 de noviembre de 1692) fue un Mariscal de Campo alemán y capitán general holandés, así como durante sus últimos tres años de vida, Gran Maestre de la Orden de San Juan (Bailiazgo de Brandeburgo).
En 1641, Waldeck entró al servicio de los Estados Generales de los Países Bajos; más tarde en 1651, al servicio de Brandeburgo, alcanzó el rango más alto como ministro. Cambió completamente la política exterior abandonando la alianza con el emperador e intentó forjar una coalición con los príncipes protestantes.
En 1656 concertó una coalición con Suecia y comandó la caballería en la Batalla de Varsovia (1656) contra Polonia. Fue despedido del cargo en 1658 cuando el Elector Federico Guillermo de Brandeburgo firmó la paz con Polonia.
Después luchó a las órdenes de Carlos X Gustavo de Suecia contra Dinamarca, como mariscal del imperio (Reichsfeldmarschall) en 1664 en las cercanías de Sankt Gotthard. En 1683 comandó las tropas bávaras durante la Batalla de Viena. En 1685 combatió por cuenta propia al lado del Duque de Lorena y el Elector de Baviera.
Después de que Guillermo III abandonara Inglaterra en 1688 tras reclamar el trono inglés, Waldeck fue elegido como mariscal de campo de las fuerzas de Guillermo durante la Guerra de la Gran Alianza en los Países Bajos españoles. Aunque salió victorioso en la Batalla de Walcourt en 1689, al año siguiente sufrió una severa derrota a manos del Montmorency (Mariscal Luxemburgo) en la Batalla de Fleurus.
En 1691, fue nuevamente superado por Luxemburgo y derrotado en la Batalla de Leuze. Después de esta derrota Waldeck fue elegido como jefe del Estado Mayor del ejército de las Provincias Unidas. Murió el 19 de noviembre de 1692 en Arolsen.

## Matrimonio e hijos

Príncipe Jorge Federico de Waldeck.

El 29 de noviembre de 1643 contrajo matrimonio en Culemborg con Isabel Carlota de Nassau-Siegen (1626-1694), hija del Conde Guillermo de Nassau-Hilchenbach (1592-1642) y Cristina de Erbach (1596-1646). Fruto de esta unión nacieron ocho hijos:
- Wolrad Cristián (1644-1650)
- Federico Guillermo (1649-1651)
- Luisa Ana (1653-1714), desposó a Jorge IV de Erbach-Fürstenau.
- Carlota Amalia (1654-1657)
- Carlos Guillermo (1657-1670)
- Carlos Gustavo (1659-1678)
- Sofía Enriqueta (1662-1702), desposó a Ernesto III de Sajonia-Hildburghausen (1655-1715).
- Albertina Isabel (1664-1727), desposó a Felipe Luis de Erbach-Erbach